# Boris González
Boris Igor González Garrido (Talca, Chile, 22 de mayo de 1980) es un exfutbolista chileno que jugaba como defensa.

## Trayectoria

### Como futbolista
El primer club de Boris González fue Rangers, con el cual consiguió el subcampeonato de Apertura 2002. Después de ese campeonato llegó a la ciudad de Calama, para jugar en Cobreloa, en donde ganó los títulos de apertura y clausura 2003 y Clausura 2004, hasta que, a principios de 2007, llegó a Colo-Colo.  
Ficha en enero del 2008 por Universidad Católica. El año 2009 su contrato con los cruzados ya había cesado y ficha por Deportes Antofagasta. Para la temporada 2010, regresa a Cobreloa.
En febrero de 2013 es anunciado como nuevo jugador de Curicó Unido de la Primera B Chilena.

### Como gerente
Fue gerente técnico de Cobreloa hasta diciembre de 2018, para a comienzos de la temporada siguiente pasó a desempeñar el mismo rol en Rangers. A fines de la temporada 2023, luego de 5 años en el puesto, se anunció su despido del conjunto rojinegro.
En diciembre de 2023, González asumió como nuevo presidente del Santiago City, equipo que milita en la Tercera División A del fútbol chileno.

## Selección nacional
Fue internacional con la selección chilena. participando en 7 partidos sin marcar ningún gol. 

### Participaciones en Eliminatorias Sudámericanas
| Eliminatorias                    | Equipo | Resultado | Posición | PJ | G |
| -------------------------------- | ------ | --------- | -------- | -- | - |
| Eliminatorias Sudamericanas 2006 | Chile  | Eliminado | 7.º      | 1  | 0 |

### Partidos internacionales
| Partidos internacionales | Partidos internacionales | Partidos internacionales                                 | Partidos internacionales | Partidos internacionales | Partidos internacionales | Partidos internacionales | Partidos internacionales | Partidos internacionales      | Partidos internacionales |
| N.º                      | Fecha                    | Estadio                                                  | Local                    | Resultado                | Visitante                | Goles                    | DT                       | Competición                   |                          |
| ------------------------ | ------------------------ | -------------------------------------------------------- | ------------------------ | ------------------------ | ------------------------ | ------------------------ | ------------------------ | ----------------------------- | ------------------------ |
| 1                        | 30 de abril de 2003      | Estadio Nacional, Santiago, Chile                        | Chile                    | 1-0                      | Costa Rica               |                          | Juvenal Olmos            | Amistoso                      |                          |
| 2                        | 8 de junio de 2003       | Estadio Ricardo Saprissa, San José, Costa Rica           | Costa Rica               | 1-0                      | Chile                    |                          | Juvenal Olmos            | Amistoso                      |                          |
| 3                        | 11 de junio de 2003      | Estadio Olímpico Metropolitano, San Pedro Sula, Honduras | Honduras                 | 1-2                      | Chile                    |                          | Juvenal Olmos            | Amistoso                      |                          |
| 4                        | 20 de agosto de 2003     | Estadio Minyuan, Tianjin, China                          | China                    | 0-0                      | Chile                    |                          | Juvenal Olmos            | Amistoso                      |                          |
| 5                        | 9 de septiembre de 2003  | Estadio Nacional, Santiago, Chile                        | Chile                    | 2-1                      | Perú                     |                          | Juvenal Olmos            | Clasificatorias Alemania 2006 |                          |
| 6                        | 28 de abril de 2004      | Estadio Regional, Antofagasta, Chile                     | Chile                    | 1-1                      | Perú                     |                          | Juvenal Olmos            | Amistoso                      |                          |
| 7                        | 23 de mayo de 2007       | Estadio Sylvio Cator, Kingston, Haití                    | Haití                    | 0-0                      | Chile                    |                          | Nelson Acosta            | Amistoso                      |                          |
| Total                    | Total                    | Total                                                    | Presencias               | 7                        | Goles                    | 0                        |                          |                               |                          |

| Selección chilena | Selección chilena | Selección chilena |
| Año               | Partidos          | Goles             |
| ----------------- | ----------------- | ----------------- |
| 2003              | 5                 | 0                 |
| 2004              | 1                 | 0                 |
| 2007              | 1                 | 0                 |
| Total             | 7                 | 0                 |

## Clubes
| Club                 | País  | Año       |
| -------------------- | ----- | --------- |
| Rangers              | Chile | 2000-2002 |
| Cobreloa             | Chile | 2002-2006 |
| Colo-Colo            | Chile | 2007      |
| Universidad Católica | Chile | 2008      |
| Deportes Antofagasta | Chile | 2009      |
| Cobreloa             | Chile | 2010-2012 |
| Curicó Unido         | Chile | 2013-2014 |

## Palmarés

### Campeonatos nacionales
| Título           | Club      | País  |        |
| ---------------- | --------- | ----- | ------ |
| Primera División | Cobreloa  | Chile | 2003-A |
| Primera División | Cobreloa  | Chile | 2003-C |
| Primera División | Cobreloa  | Chile | 2004-C |
| Primera División | Colo-Colo | Chile | 2007-A |
| Primera División | Colo-Colo | Chile | 2007-C |